# IC 3799
 IC 3799 ist eine Spiralgalaxie vom Hubble-Typ Sd im Sternbild Rabe, welche etwa 159 Millionen Lichtjahre von der Milchstraße entfernt ist.
Das Objekt wurde am 11. Mai 1899 vom Astronomen Herbert Howe entdeckt.